# ربيح (اسم)
ربيح هو اسم علم مذكر من أصل عربي، ومعناه هو صيغة مبالغة من رابح، كثير الكسب الغني الموفق في تجارته المتجر الذي يدر الربح على صاحبه.

## شخصيات تحمل الاسم
- ربيح الخندقجي (لواء فلسطيني، – 7 يوليو 2017)

## وصلات خارجية
- موسوعة السلطان قابوس لأسماء العرب نسخة محفوظة 5 أبريل 2019 على موقع واي باك مشين.